# Estación de ferrocarril de Bangalore
La estación de Bangalore (en canarés: ಬೆಂಗಳೂರು ನಗರ ರೈಲ್ವೆ ನಿಲ್ದಾಣ, en tamil: பெங்களூர் நகரத் தொடருந்து நிலையம்; oficialmente Krantivira Sangolli Rayanna; código de estación: SBC) es la estación de ferrocarril principal que sirve a la ciudad de Bangalore, Karnataka, India. Es la quinta estación ferroviaria interurbana más concurrida del sur de la India después de Puratchi Thailavar Dr. M G Ramachandran Central Railway Station, Chennai Egmore, Tambaram y Chennai Beach. Es la estación de tren más concurrida en la zona SWR de Indian Railways.